# Niederbuchsiten
Niederbuchsiten is een gemeente en plaats in het Zwitserse kanton Solothurn en maakt deel uit van het district Gäu.

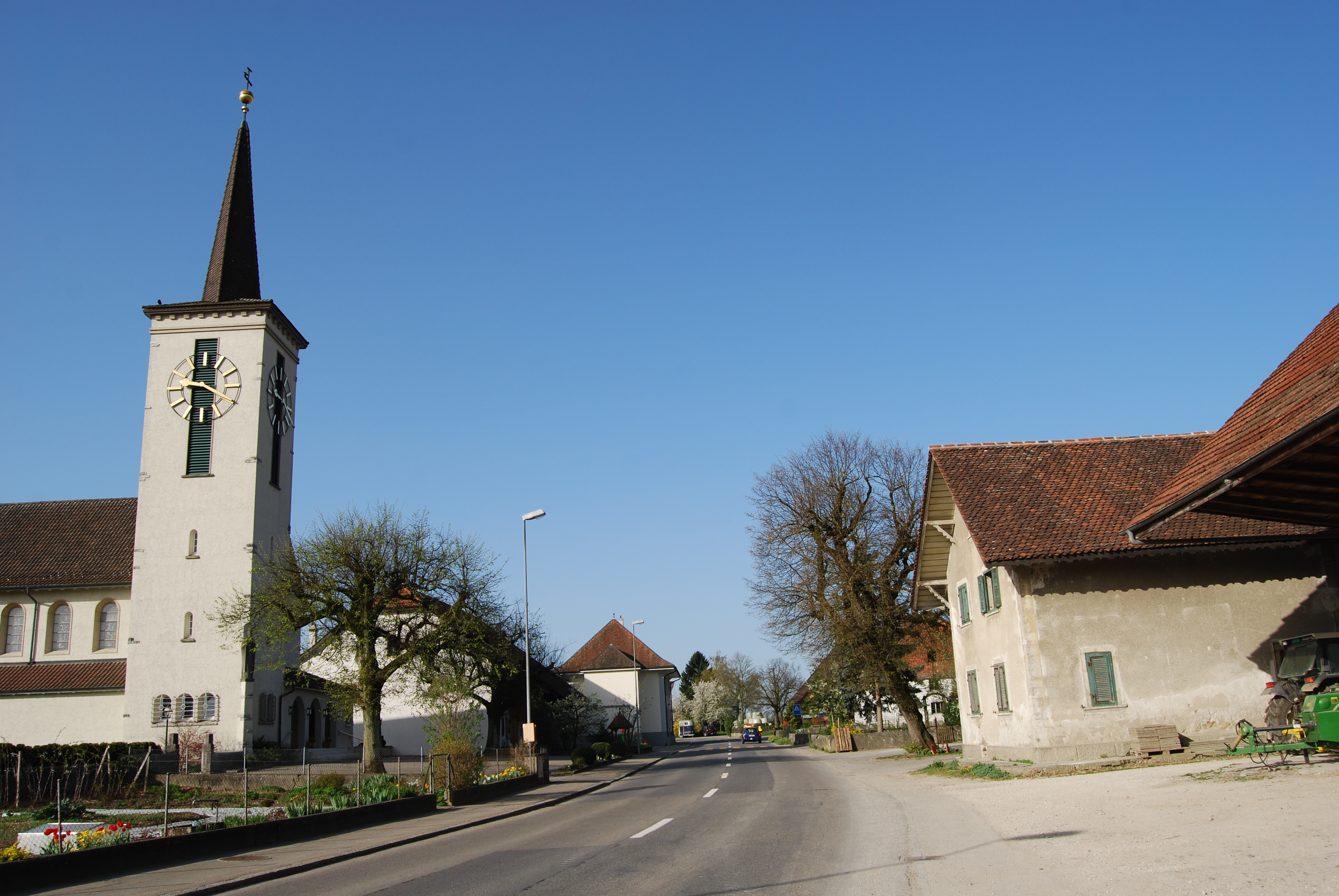
Niederbuchsiten

Niederbuchsiten telt 967 inwoners.